# Автошлях М 03
Автошлях М 03 — автомобільний шлях міжнародного значення на території України, Київ — Харків — КПП «Довжанський» (державний кордон з Росією).

## Загальна довжина

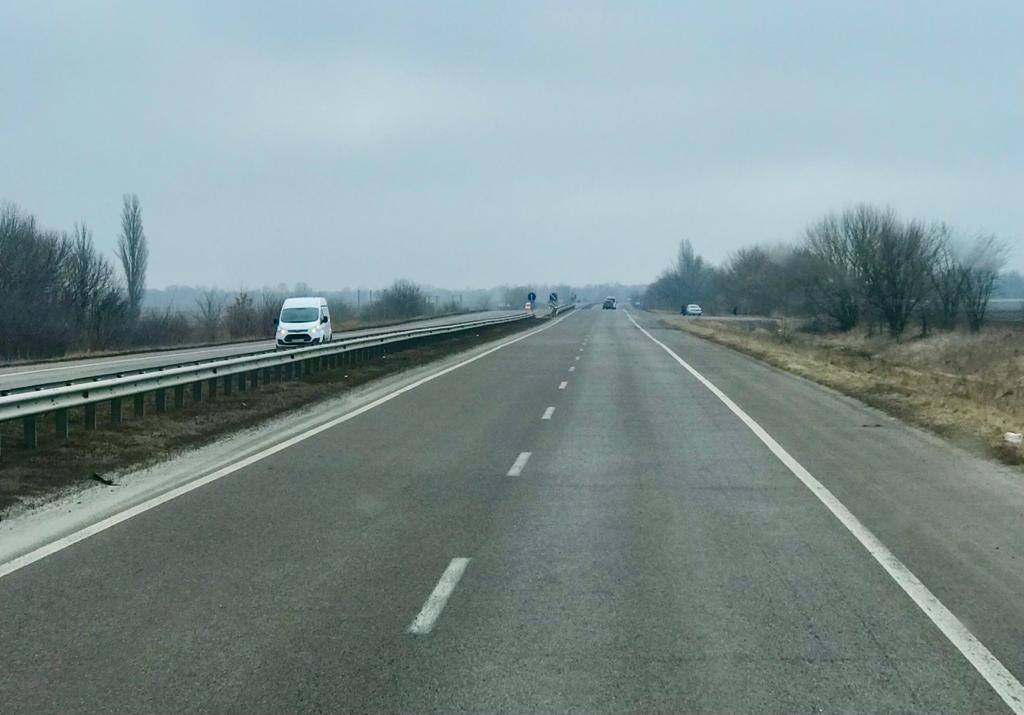
Автошлях М 03 біля Пирятина, березень 2023.

Київ — Харків — Довжанський (на м. Ростов-на-Дону) — 932,7 км.
Під'їзди:
Південно-східний об'їзд м. Харкова — 13,7 км.
Під'їзд до м. Полтави — 1,1 км.
Разом — 947,5 км.
Ділянка Київ — Бориспіль є єдиною автомагістраллю в Україні (на 2018 рік). Довжина її — 14 км.

## Загальні відомості
Проходить територією Київської, Полтавської, Харківської, Донецької та Луганської областей. Збігається із частиною європейського автомобільного маршруту E40 (Кале — Брюссель — Краків — Київ — Волгоград — Ташкент — Алмати — Ріддер) та на території Донецької та Луганської областей — E50 (Брест — Париж — Прага — Ужгород — Донецьк — Ростов-на-Дону — Махачкала).
Починається в Києві, проходить через Бориспіль, Березань, Пирятин, Хорол, Решетилівку, Полтаву, Валки, Люботин, Харків, Чугуїв, Ізюм, Слов'янськ, Бахмут, Дебальцеве, Хрустальний, Антрацит та закінчується на контрольно-пропускному пункті «Довжанський», звідки прямує до Ростова-на-Дону (Росія).

## Історія
За часів колишнього Радянського Союзу дорога повністю входила до складу автотраси М19, яка прямувала з Києва через Полтаву, Харків та Слов'янськ — до міста Шахти (РФ).
В 2009 році, в період підготовки України до Євро 2012, Світовий банк виділив кредит у сумі $400 млн, з яких 3/4 суми, а саме $298,5 млн було вкладено на реконструкцію 120 км автошляху М 03 «Київ — Харків — Довжанський» на ділянці від Борисполя (Київщина) до Лубен (Полтавщина).
В 2018 році суттєві за обсягом роботи з ремонту автошляху були виконані у межах Слов’янського району на Донеччині. Фінансування поточного середнього ремонту здійснювалося з двох джерел: загального фонду Держбюджету (за бюджетною програмою 3111120 «Покращення стану автомобільної дороги загального користування державного значення М-03 Київ – Харків – Довжанський») та спеціального фонду обласного бюджету (коштів від «митного експерименту»).
З 2018 року тривало будівництво обходу села Красногорівка та будівництво мосту через річку Псел на Полтавщині. Проєкт фінансував Світовий банк, а підрядником виступала турецька компанія ОНУР. У жовтні 2019 року будівництво було завершене.

## Маршрут
Автошлях проходить через такі міста:
| Автошлях М 03        |                                                        |
| Київ                 | Бориспільське шосе E40Т 1016                           |
| Київська область     |                                                        |
| Бориспільський район |                                                        |
| Проліски             | Р03                                                    |
| Щасливе              |                                                        |
| Гора                 | Т 1026                                                 |
| Бориспіль            | Вулиця Київський Шлях Т 1004Т 1018Н08                  |
|                      | Р03Т 1037                                              |
| Іванків              |                                                        |
| Броварський район    |                                                        |
|                      | Т 1025                                                 |
| Борщів               |                                                        |
| Березань             |                                                        |
| Бориспільський район |                                                        |
|                      | Т 1032                                                 |
| Панфили              | Яготин                                                 |
|                      | Т 2541                                                 |
| Полтавська область   |                                                        |
| Лубенський район     |                                                        |
| Олексіївка           |                                                        |
| Олександрівка        |                                                        |
| Могилівщина          |                                                        |
| Пирятин              | Р60Р67 Т1710                                           |
| Велика Круча         |                                                        |
| Вили                 |                                                        |
| Пишне                |                                                        |
| Вільшанка            |                                                        |
|                      | Р42                                                    |
| Войниха              |                                                        |
| Ковтуни              | Т 1716                                                 |
| Лобкова Балка        |                                                        |
| Хорол                |                                                        |
| Миргородський район  |                                                        |
| Мар'янівка           |                                                        |
| Широке               |                                                        |
| Сидорівщина          |                                                        |
| Білоцерківка         |                                                        |
| Коноплянка           |                                                        |
| Поділ                |                                                        |
| Полтавський район    |                                                        |
| Лобачі               |                                                        |
| Глибока Балка        |                                                        |
| Решетилівка          | Н31                                                    |
| Циганське            |                                                        |
| Абазівка             |                                                        |
| Супрунівка           | Н12                                                    |
| Говтвянчик           |                                                        |
| Полтава              | Київське шосе, Харківське шосе E584М22                 |
| Копили               |                                                        |
|                      | Р11                                                    |
| Мале Ладижине        |                                                        |
| Чутове               | Т 1730                                                 |
| Харківська область   |                                                        |
| Богодухівський район |                                                        |
|                      | Т 2116                                                 |
| Ясеневе              |                                                        |
| Сніжків              |                                                        |
| Гонтів Яр            |                                                        |
| Валки                |                                                        |
| Шарівка              |                                                        |
| Харківський район    |                                                        |
|                      | Т 2106                                                 |
| Травневе             |                                                        |
| Санжари              |                                                        |
| Нестеренки           |                                                        |
| Люботин              | Т 2112E105М29                                          |
| Коротич              |                                                        |
| Пісочин              |                                                        |
| Харків               | Харківська окружна дорога М18Р46Т 2103E105М20Т 2104Р78 |
| Рогань               |                                                        |
| Чугуївський район    |                                                        |
| Кам'яна Яруга        |                                                        |
| Чугуїв               | Т 2111                                                 |
| Клугино-Башкирівка   |                                                        |
|                      | Н26                                                    |
| Нова Гнилиця         |                                                        |
| Ізюмський район      |                                                        |
| Волохів Яр           | Т 2110                                                 |
| Бригадирівка         |                                                        |
| Слабунівка           |                                                        |
| Веселе               | Р78                                                    |
| Ізюм                 | Р79                                                    |
| Кам'янка             |                                                        |
| Донецька область     |                                                        |
| Краматорський район  |                                                        |
| Долина               |                                                        |
|                      | Т 0521                                                 |
| Слов'янськ           | Т 0514Н20                                              |
| Бахмутський район    |                                                        |
| Привілля             |                                                        |
| Бахмут               | Т 0513                                                 |
| Підгородне           |                                                        |
| Бахмут               | Т 1302Н32                                              |
| Луганське            |                                                        |
| Горлівський район    |                                                        |
| Дебальцеве           | E40E50М30                                              |
| Луганська область    |                                                        |
| Алчевський район     |                                                        |
| Міус                 |                                                        |
| Фащівка              |                                                        |
| Ровеньківський район |                                                        |
| Красний Кут          |                                                        |
| Хрустальний          | Н21                                                    |
| Антрацит             |                                                        |
| Оріхове              |                                                        |
| Вишневе              |                                                        |
|                      | Т 1320                                                 |
| Довжанський район    |                                                        |
| КПП «Довжанський»    | Т 1305 А270 E50 • Ростов-на-Дону                       |

## Сучасність
Через війну на сході України рух автошляхом залишається частково заблокованим.

## Галерея

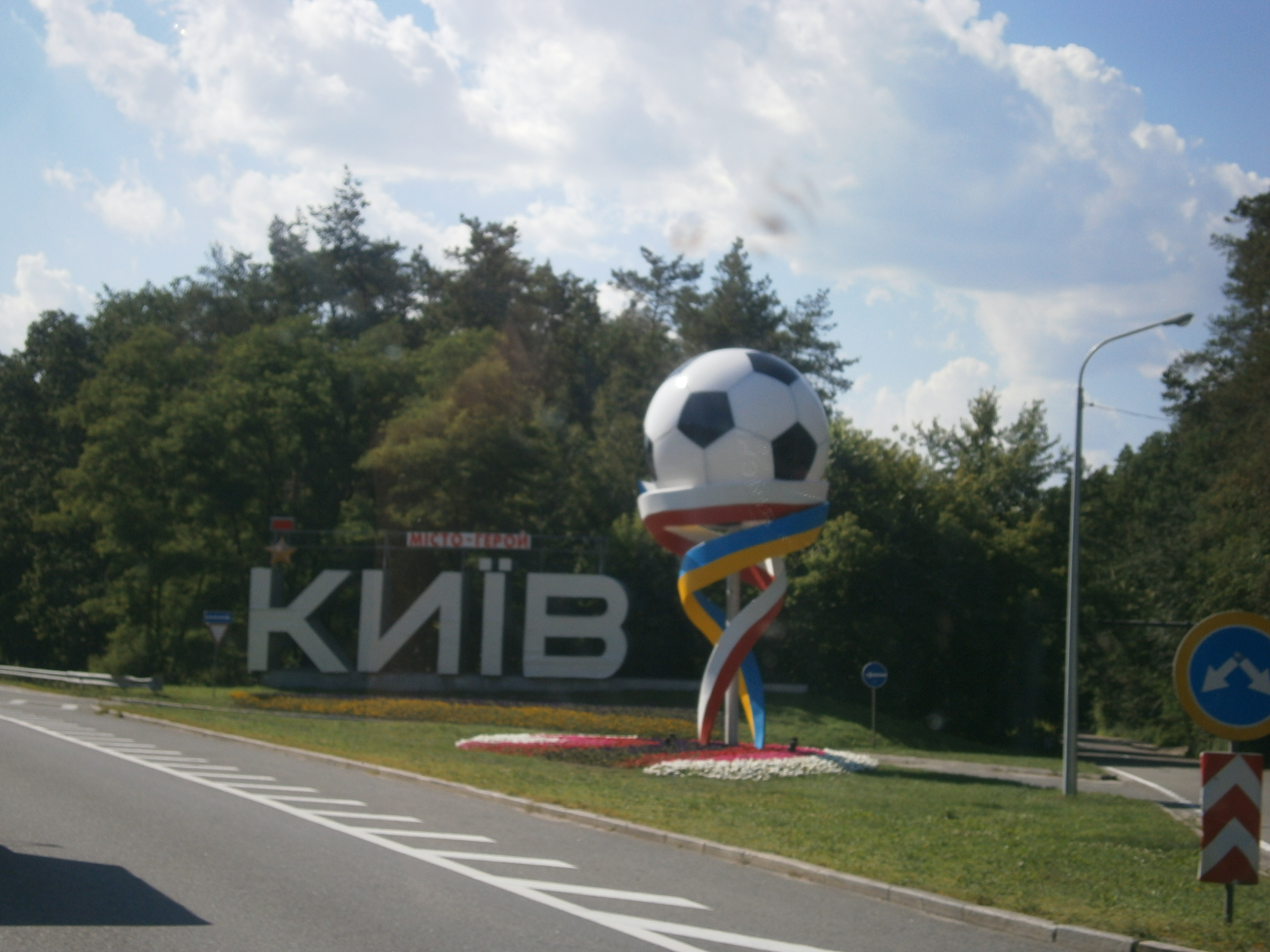
Київ, (2012)
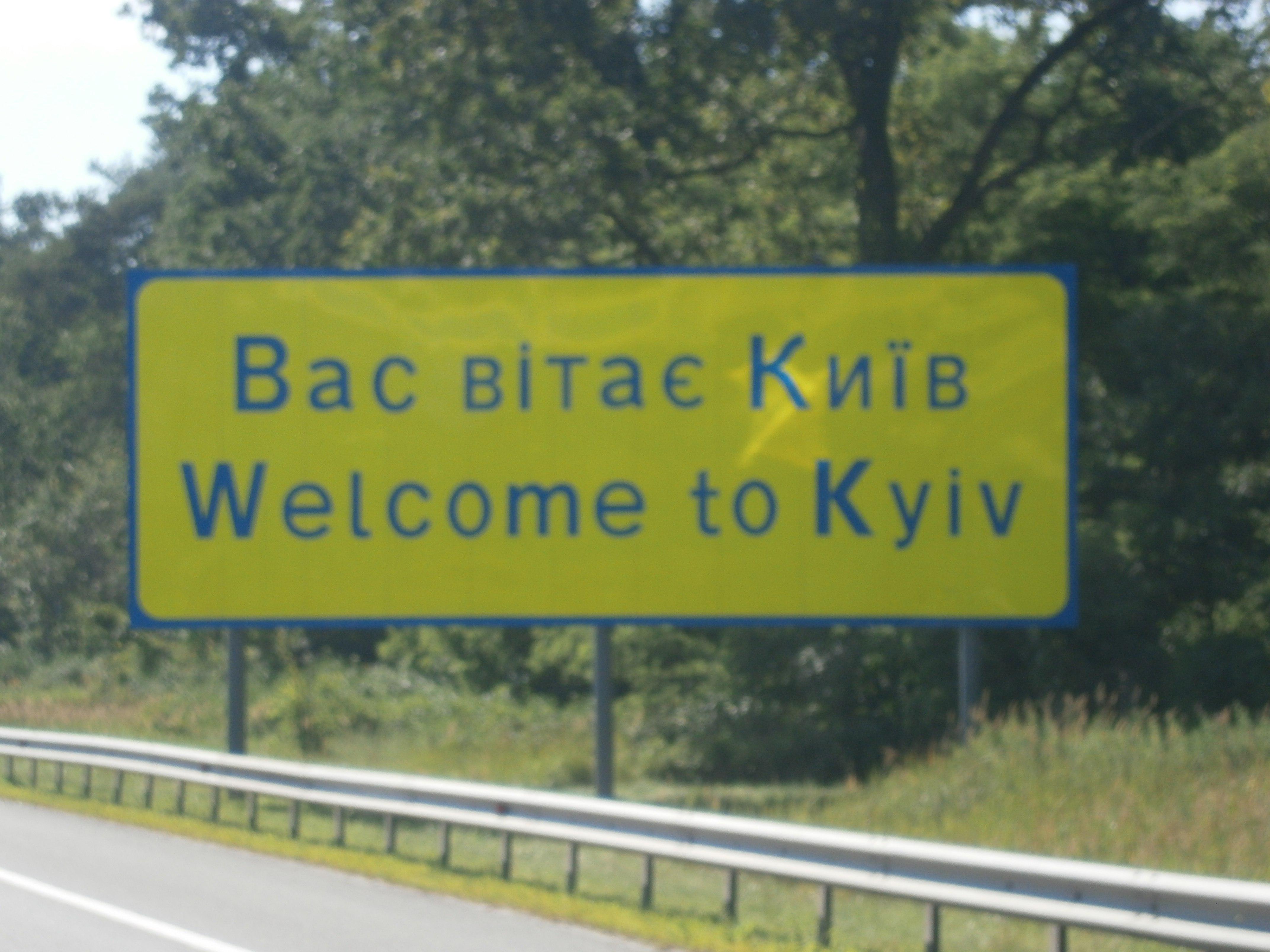
Вас вітає Київ
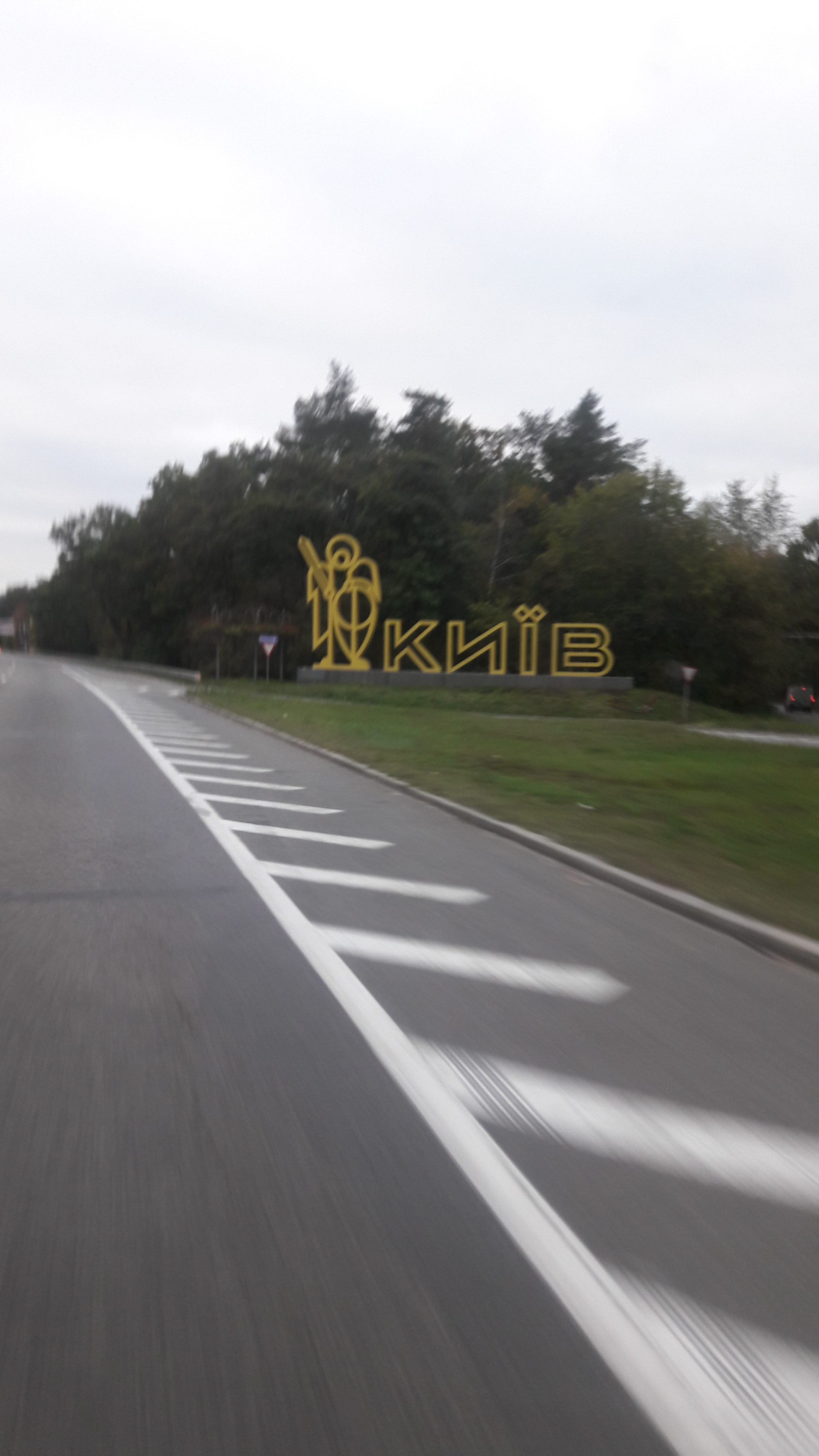
Київ, (2019)
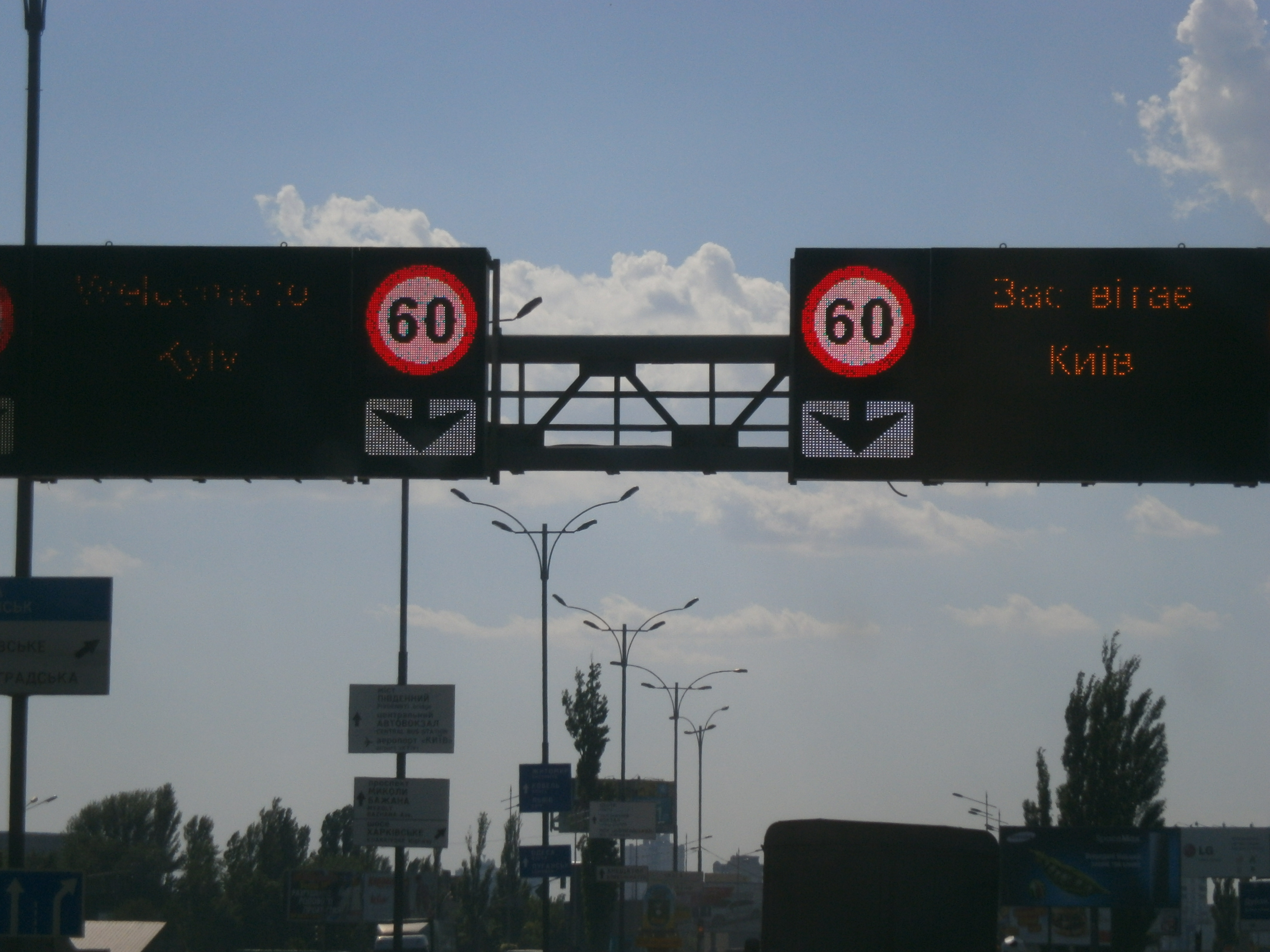
Ділянка автошляху Бориспіль — Київ
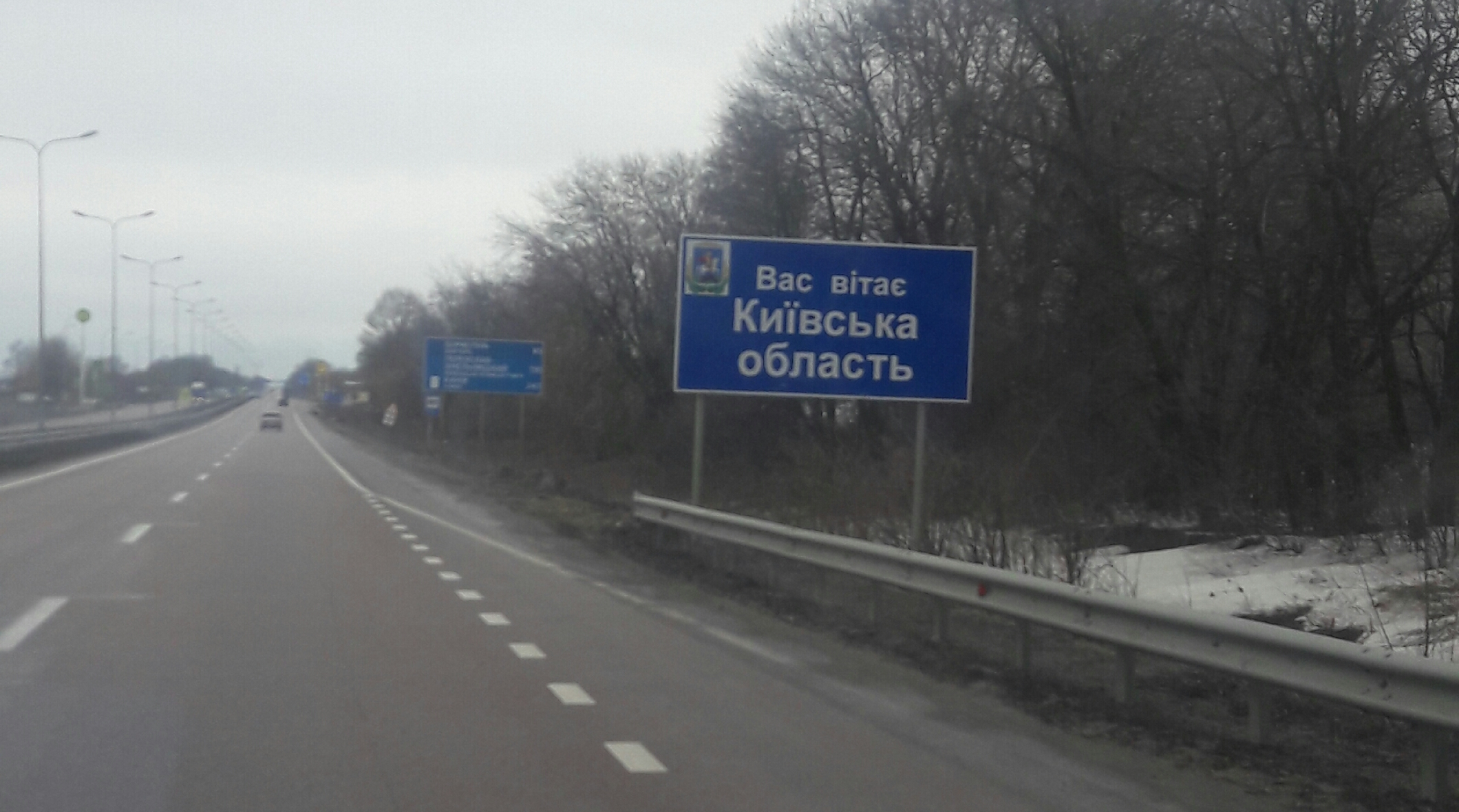
Київська область
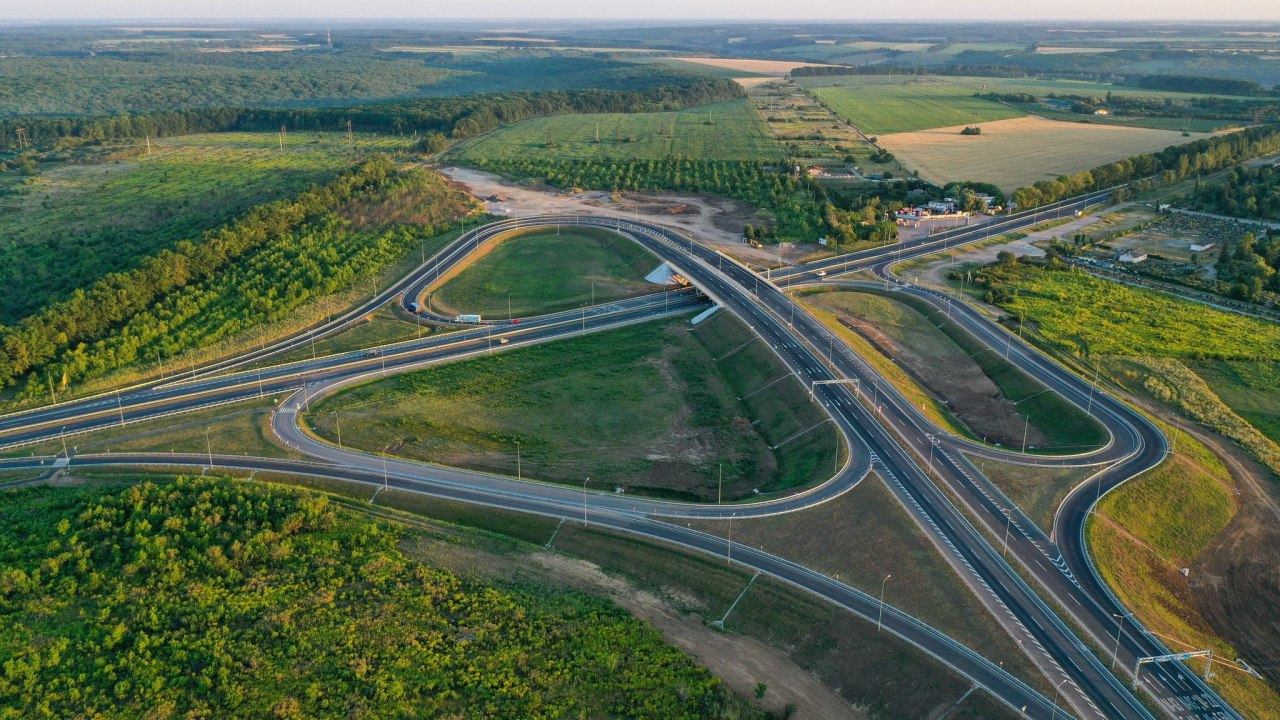
нова розв'язка